# 韓談
韓談（？—？），為秦朝的宦官。韓談對趙高的專政心感不滿，被子嬰得知，兩人結為同盟。
秦皇帝胡亥發覺六國諸侯並起，開始對趙高生疑，趙高與他的女婿閻樂發動望夷宮之變，殺死秦皇帝胡亥，改立子嬰。子嬰即命韓談伺機刺殺趙高。子嬰刻意稱病，不參拜宗廟，趙高的使者多次催促子嬰前往，子嬰都推辭，趙高親自入宮探病，子嬰令韓談刺杀之。後來楚軍劉邦攻入關中，韓談則不知所踪。